# 1078 Мента
1078 Мента (1078 Mentha) — астероїд головного поясу, відкритий 7 грудня 1926 року.
Тіссеранів параметр щодо Юпітера — 3,590.
Назву астероїда взято від латинської назви м'яти.